# Influence du français sur l'anglais
 (mai 2011).
L'influence du français sur l'anglais s'est exercée non seulement sur le lexique et l'orthographe, mais aussi, dans une moindre mesure, sur la grammaire et la syntaxe, voire la prononciation. Après la conquête normande de l'Angleterre, en 1066, et la mise en place d'une administration romanophone, le français est devenu la langue de la cour, d'une élite guerrière et religieuse, ainsi que d'une partie de la classe moyenne. L'anglais n’a pas cessé d’être nourri par le français depuis cette époque. Selon Laura K. Lawless, plus d'un tiers du vocabulaire anglais actuel est d'origine française. Selon la linguiste Henriette Walter, les mots d'origine française représentent plus des deux tiers du vocabulaire anglais. En réalité, les estimations vont de 29% à 41% de mots français selon les sources.

## Histoire du français en Angleterre

### Avant l’arrivée des Normands
Au début du XIe siècle, la langue anglaise n’avait pas de statut bien défini. En effet, les habitants des différentes parties de la Grande-Bretagne ne possédaient pas de langue commune qui leur permettait de communiquer entre eux. Les différents parlers en usage existaient sous diverses formes dialectales. La Grande-Bretagne, dans laquelle se côtoyaient divers idiomes celtiques depuis le IVe siècle av. J.-C., avait connu l’occupation partielle des Romains depuis le Ier siècle, et ce pendant quatre siècles. À partir de 450, les Saxons, les Angles et les Jutes, venus du continent, s’installent dans le sud et l’est. Ce sont ainsi des dialectes germaniques qui vont s’imposer dans ces régions, supplantant les parlers celtiques, qui subsisteront dans l’ouest et le nord de l'île (Pays de Galles, Cornouailles, Écosse) et en Irlande. Au VIIIe siècle, les Vikings venus de Scandinavie s’installent sur l’île. Leurs langues, également germaniques, influencent à leur tour les langues déjà présentes sur l’île. Ainsi, à l’aube du XIe siècle, le pays était constitué d’une série de peuples aux parlers sensiblement différents, la plupart germaniques, teintés de multiples influences.

### Conquête de l’Angleterre par les Normands et ses conséquences

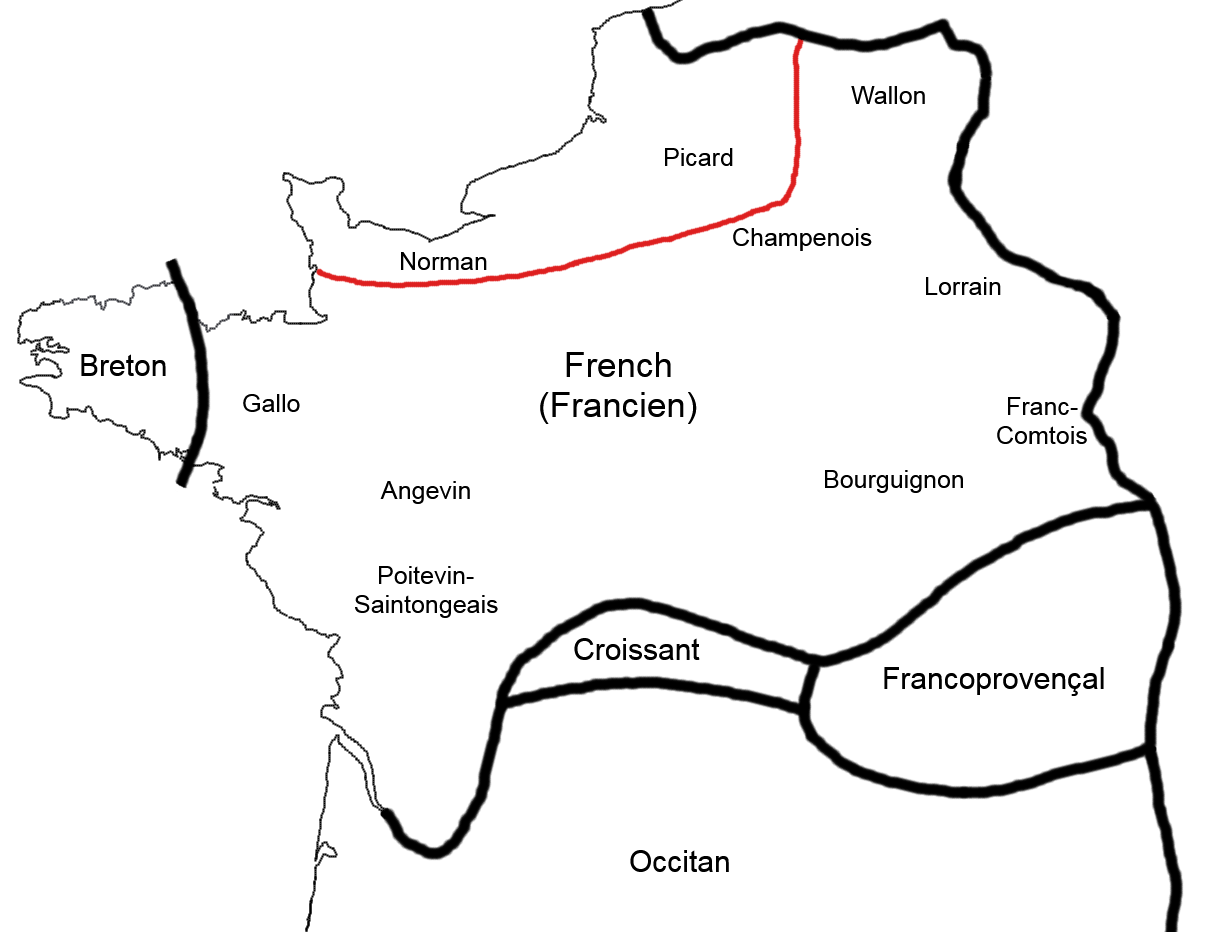
La ligne Joret (en rouge) dans le domaine des langues d'oïl.
Le normand du Nord et le picard sont caractérisés par l'absence de palatalisation /k ɡ/ + /a/, ainsi que le « chuintement » normanno-picard. En outre, le normand du Nord a conservé le [w] germanique là où, plus au sud, il a évolué vers [g] gu-. Ces traits ne se retrouvent pas dans le normand méridional.

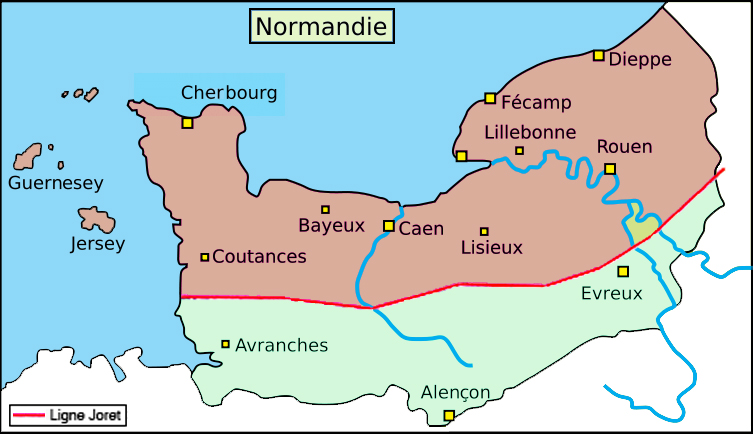
La ligne Joret en Normandie.

C’est un peuple désuni linguistiquement que les Normands affronteront en 1066, lors de la bataille de Hastings. Guillaume II de Normandie débarque à Hastings, dans le Sussex, le 29 septembre 1066. Ses hommes sont déployés autour de la ville en attendant les troupes du roi Harold II. Le 14 octobre, épuisées par le long voyage accompli pour arriver à Hastings, les troupes de Harold II perdent le combat au bout d’une journée. À la suite de la défaite des Anglais, le duc Guillaume II de Normandie deviendra roi d’Angleterre le 25 décembre 1066, couronné sous le nom de Guillaume Ier d’Angleterre, aussi appelé Guillaume le Conquérant. Cette date marque le début d’une longue période de liens entre les deux peuples et les deux langues. En réalité, ces liens existaient déjà avant la bataille de Hastings. En effet, la situation géographique de la Normandie, face à la Manche, favorisait les contacts commerciaux avec l’Angleterre. Ces liens se resserreront davantage au début du XIe siècle lors du mariage de la fille du duc Richard I de Normandie, Emma de Normandie, au roi Ethelred II d’Angleterre. Mais c’est réellement à partir de la conquête de 1066 que l’anglais s’imprégnera massivement du français. Il convient cependant de préciser que seul le français influencera l’anglais pendant les siècles qui suivront la conquête. L’apport de l’anglais au français ne sera réel qu’à partir du XVIIIe siècle.
L’arrivée de Guillaume le Conquérant et de ses barons au XIe siècle change grandement la situation linguistique en Angleterre. Le normand s’impose essentiellement dans les couches supérieures de la société. Les dialectes anglo-saxons se voient supplantés par le normand dans les milieux de la cour et de l’aristocratie, de la justice et de l’Église. Les milieux influents, venus de Normandie et installés en Angleterre, conservent leur langue maternelle normande, alors que les couches rurales et urbaines plus modestes continuent à parler l’anglais.
Le normand est une variété particulière du gallo-roman, parlé en Normandie. Il fait partie des langues d'oïl comme le wallon, par exemple. À l'instar du picard, il est caractérisé au sein de ce groupe par l'absence de palatalisation /k ɡ/ + /a/ (en). La langue normande se voit modifiée au contact de l’anglo-saxon. Elle va intégrer des mots et tournures issus de l’anglais et donnera naissance à un dialecte, le français anglo-normand. On peut qualifier l’anglo-normand de langue vernaculaire, sur le sol anglais au XIe siècle, dans le domaine de la littérature, de la culture, à la cour et au sein du clergé. Le français était donc parlé en Angleterre sous la forme de ce dialecte anglo-normand.
Au XIIe siècle, le français continental influence davantage la langue anglaise. Il acquiert un grand prestige en Angleterre, en particulier dans les milieux aristocratiques. Il devient la langue de la loi et de la justice. Les familles riches et nobles, pour la plupart d'origine normande, apprennent le français à leurs enfants ou les envoient étudier en France. L’expansion de la langue française en Angleterre est également favorisée par les mariages royaux. D'Aliénor d’Aquitaine et Henri II — fils de Mathilde l'Emperesse, petite-fille de Guillaume — au début du XIIe siècle, jusqu’à Henri VI et Marguerite au XVe siècle, tous les rois d’Angleterre de la maison Plantagenêt ont épousé des princesses venues de France. Ces mariages font du français la langue de la cour d’Angleterre pendant plusieurs siècles et sont déterminants dans le renforcement de la langue française en Angleterre. Cette période, s’étendant du XIIe siècle jusqu’au XVe siècle, est caractérisée par un apport massif de mots français dans le vocabulaire anglais.

### L’affirmation de l’anglais sur le français
Au début du XIIIe siècle, en 1204, Philippe Auguste annexe la Normandie à la France, ce qui isole l’Angleterre du continent. Les Normands qui choisissent de rester en Angleterre s’écartent de plus en plus de la France et, donc, de la langue française. Celle-ci gardant son statut de langue de la justice et de langue du pouvoir, on trouve en Angleterre les premiers manuels pédagogiques destinés à l’enseignement du français pour les Anglais. Ces manuels s’adressent aux nobles anglais qui souhaitent parfaire leurs connaissances en français et l’apprendre à leurs enfants. On peut distinguer deux types de français parlés dans les sphères élevées de la société anglaise au XIIIe siècle : le dialecte anglo-normand, qui était la langue maternelle des aristocrates, et le français, langue seconde, plus prestigieux. Connaître le français était une marque de distinction sociale. Langue de culture, le français supplante le latin à partir du XIIIe siècle comme langue de la diplomatie et des relations mondaines dans l’Europe entière. Le rayonnement de la littérature française renforce notamment sa renommée internationale.
Le XIVe siècle et le XVe siècle sont marqués par la guerre de Cent Ans entre la France et l’Angleterre (1337-1453). En 1328, Charles IV meurt sans héritier. Édouard III, roi d’Angleterre et Philippe VI de Valois se disputent le trône de France à partir de 1337. Cette guerre provoque un sentiment négatif à l’égard du français en Angleterre, considéré comme la langue de l’ennemi. D’autre part, l’anglais s’affirme, se fixe et se diffuse. En 1349, l’anglais devient langue d’enseignement à l’université d’Oxford, qui, jusque-là, dispensait les cours en français ou en latin. L'utilisation de l’anglais se généralise grâce à l’imprimerie, introduite en Angleterre par William Caxton en 1476. Henri IV (1367-1413) est le premier roi anglais à avoir l’anglais comme langue maternelle et Henri V (1387-1422) sera le premier roi d’Angleterre à utiliser l’anglais dans les documents officiels.
Le français reste cependant langue de culture. Il est la seconde langue des gens cultivés. Langue de communication, il permet le contact avec le continent. Mais la langue maternelle parlée à la maison est désormais l’anglais, langue germanique fortement imprégnée du français, dans la prononciation, le vocabulaire, ainsi que dans la grammaire et l’orthographe. En trois siècles de coexistence, le français a alimenté les trois quarts du lexique anglais.

### L’apogée de la langue française
Le XVIe siècle, celui de la Renaissance, est un siècle déterminant pour la langue française puisque le roi François Ier, par l’ordonnance de Villers-Cotterêts en 1539, impose le français comme langue de l’administration en France. Bien qu’agité par les guerres de Religion et les guerres d’Italie, ce siècle est marqué par une effervescence intellectuelle, technique et scientifique. Il ouvre une ère de prospérité qui gagnera également l’Angleterre.
Le XVIIe siècle annonce l’apogée de la France. Cette période est caractérisée par le prestige politique, littéraire et artistique de la France et de la langue française. La paix restaurée et l’unité assurée dans le royaume, l’économie se développe considérablement. Des personnalités comme le roi Henri IV, le cardinal de Richelieu ou le Roi-Soleil contribuent à fixer et à valoriser la langue française. La création de l’Académie française par Richelieu en 1635, sous Louis XIII, est une des démarches qui permirent une normalisation du français, qui s’imposa comme langue de culture, de prestige, comme langue des sciences et de la diplomatie dans toute l’Europe, y compris en Angleterre. Le français est la langue seconde de toutes les élites d’Europe. Les plus grands savants et intellectuels, écrivains ou scientifiques, s’expriment et correspondent en français. Le français est considéré comme une langue parfaite, dont la beauté et l’élégance sont fixées par l’élaboration de dictionnaires et de grammaires.
Le siècle des Lumières, qui débute avec la mort de Louis XIV, en 1715, et s’achève avec la Révolution française de 1789, ouvre une ère nouvelle pour la France. Des réformes importantes sont instaurées, telles que l’abolition de la torture ou l’édit de tolérance envers les protestants. C’est également le siècle de l’engouement pour les sciences et de l’élaboration d’encyclopédies. La référence, en matières politique, technique et industrielle, est l’Angleterre. Le français manque de vocabulaire dans certains domaines, essentiellement scientifiques et techniques. Le français puise dans le latin et le grec, ainsi que dans l’anglais, pour combler ses lacunes, principalement dans les domaines de la technique, des sciences, de la politique, des institutions, du commerce et du sport. C’est à partir de cette période que l’influence tend à s’inverser. Ce phénomène est appelé l’« anglomanie », bien que le français reste la langue des élites.

### La domination anglophone
Après la Révolution française, le français commence à perdre son statut de langue de communication aristocratique et intellectuelle. Le modèle anglais, qui avait déjà touché la France, devient petit à petit la référence dans l’Europe entière, au détriment du français. Le français reste langue diplomatique jusqu’à la Seconde Guerre mondiale. Le traité de Versailles (1919), rédigé à la fois en anglais et en français, marque la fin de l’hégémonie du français et le début du déclin du français comme langue de la diplomatie. L’influence anglo-américaine se fera sentir sur le français, en particulier dans les domaines des sciences et de la technologie. Cependant, le français a toujours gardé son côté noble de langue élégante. Le lexique français continue d’être emprunté par l’anglais car il marque une manière de parler distinguée, un certain raffinement auquel seules les personnes cultivées ont accès. C’est principalement dans les domaines de la cuisine, de la mode, de l'art ou de la danse que l’anglais emprunte au français, à partir du XVIIIe siècle jusqu’à aujourd’hui.

## L’apport du lexique français à l’anglais
| Latin                                                    | ≈29% |
| Français (d'abord français anglo-normand, puis français) | ≈29% |
| Germanique                                               | ≈26% |
| Grec                                                     | ≈6%  |
| Autres                                                   | ≈10% |

L'origine des mots anglais se décompose comme suit,:

Dans cette partie, seront classés les apports lexicaux français à l’anglais, par domaines et par ordre chronologique. Les périodes auxquelles ces mots sont rentrés dans la langue anglaise sont précisées autant que possible. Il n’est pas toujours possible d’affirmer avec certitude la période précise à laquelle un mot a été emprunté. Sont en italiques les mots anglais modernes, entre parenthèses leur traduction actuelle en français, si celle-ci est différente de l’anglais, et, en gras, le mot français de l’époque, lorsque l’anglais l’a emprunté.
Plusieurs éléments sont à observer :
- Parfois, la forme des mots anglais a gardé des traces de l’ancien français, écrit ou oral, comme certaines consonnes (forest, forêt) ou certaines voyelles ou diphtongues (veil, voile ; leisure, loisir), le français actuel s’éloignant parfois plus de son ancienne forme que l’anglais (ante donne tante en français de ta ante « ta tante » et aunt en anglais).
- De nombreux noms, verbes et adjectifs anglais empruntés à l’ancien français n’ont pas toujours gardé en anglais le sens qu’ils avaient en ancien français et, parfois, ils ont développé un sens que le français ne connaît pas. Dans les deux cas, ces mots constituent des faux-amis (egre donnant aigre en français et eager en anglais, « désireux de »).
- Certains mots anglais sont composés d’un mot d’origine germanique et d’un autre mot d’origine française (handkerchief : hand est issu du proto-germanique *khanduz et kerchief est un emprunt à l’ancien français core chief)
- Certaines formes de l’ancien français n’ont pas survécu en français moderne, alors qu’elles existent toujours en anglais (soulace, conceler, estriver, gone).
- Il n’est pas rare qu’un concept anglais puisse être désigné par deux, voire trois mots de vocabulaire, d’origine germanique, d’origine française et d’origine latine (kingly, royal et regal veulent tous dire la même chose, « royal »).
- La plupart des mots anglais se terminant par -ous, par -ty (sur le modèle de -té), par -tion, par -ture, par -ent sont d’origine française.
- Les domaines d’emploi, essentiellement ceux de la vie sociale et intellectuelle, mais aussi certains usages domestiques et alimentaires, démontrent l’omniprésence du français dans la société anglaise dans de nombreux domaines, par exemple les noms de viande : beef vient de buef (bœuf), mutton de moton (mouton), pork de porc, veal de vel (veau).
- Certains mots empruntés au XIXe siècle et XXe siècle sont encore considérés comme des mots étrangers, des mots français (comme le mot chic), mais utilisés par les anglais cultivés qui utilisent un langage distingué.
- Certains anglicismes sont en fait des mots ayant été empruntés au français il y a bien longtemps et réempruntés récemment à l’anglais (comme bacon, toast, budget, etc.).

Ce lexique n’est pas exhaustif. Il ne s’agit ici que d’exemples pour illustrer les innombrables emprunts.

### La loi et la société
- Custom (coutume) : custume, XIIe siècle-XIIIe siècle.

- Squire (propriétaire terrien) : de escuier, celui qui porte l’écu, le bouclier, XIIe siècle-XIIIe siècle.

- Assizes (assises) : de assises, XIIIe siècle.

- Franchise (franchise) : de franchise, XIIIe siècle.

- Joust (joute) : de joust, combat entre deux chevaliers à cheval, XIIIe siècle.

- Marriage (mariage) : de mariage, les biens des époux, XIIIe siècle.

- Parliament (parlement) : de parlement, la conversation, XIIIe siècle.

- Heir (héritier) : de heir, XIIIe siècle.

- Summon (convoquer) : de semondre, inviter à faire quelque chose, XIIIe siècle.

- Bourgeois, de bourgeois, XVIIe siècle.

- Fiancé, de fiancé, XIXe siècle.

- Chef, de chef, XIXe siècle.

### Le commerce
- Caterer (approvisionneur) : de l’ancien normand acatour, « acheteur », XIe siècle-XIIe siècle.

- Pay (payer) : de paier, apaiser, XIIe siècle.

- Purchase (acheter) : de porchacier, chercher à obtenir, XIIe siècle-XIIIe siècle.

- Rental (loyer) : de rental, soumis à une redevance annuelle, XIIe siècle-XIIIe siècle.

- Debt (dette) : de det, XIIIe siècle.

- Affair (affaire ou liaison amoureuse) : de à faire, XIIIe siècle.

- Bargain (marchander) : de bargaignier, hésiter, XIVe siècle.

- Budget : de bougette, petite poche en tissu abritant lettres de change et monnaie.

### La vie domestique
- Butler (majordome, maître d’hôtel) : de bouteleur (XIIe siècle-XIIIe siècle), ou de bouteiller (XIVe siècle), « sommelier ».

- Chamber (chambre) : de chambre, XIIIe siècle.

- Curtain (rideau) : de cortine, rideau de lit, XIIIe siècle.

- Blanket (couverture) : de blanquette, couverture de drap blanc, XIIIe siècle.

- Towel (serviette) : de toailler, serviette, XIIIe siècle.

- Chair (chaise) : de chaiere, XIIIe siècle.

- Pantry (garde-manger) : de paneterie, lieu où l’on range le pain, XIIIe siècle.

- Cushion (coussin) : de coissin, XIVe siècle.

- Closet (placard ou cabinet) : de closet, petit enclos, XIVe siècle.

### La cuisine
- Cabbage (choux) : caboche, « tête » en normanno-picard, XIe siècle-XIIe siècle.

- Bacon : bacon, « viande de porc », « flèche de lard salé », début XIIe siècle.

- Custard (crème épaisse) : crouste, « croûte », XIIe siècle-XIIIe siècle.

- Toast (tartine grillée) : du verbe toster,  « griller », « rôtir », XIIe siècle-XIIIe siècle.

- Cauldron (chaudron) : de l’anglo-normand caudron, XIIe siècle-XIIIe siècle.

- Cattle (bétail) : de l’anglo-normand catel, « propriété, cheptel », XIIe siècle-XIIIe siècle.

- Mustard (moutarde) : de moustarde, condiment fait à partir de graines mêlées à du moût de raisin, XIIIe siècle.

- Grape (raisin) : de grape, « grappe de raisin », XIIIe siècle.

- Mutton (viande de mouton) : de moton, « mouton » (l'animal), fin XIIIe siècle[6].

- Beef (viande de bœuf) : de buef, « bœuf » (l'animal), vers 1300[7].

- Pork (viande de porc) : de porc (l'animal), vers 1300[8].

- Poultry (viande de volaille) : de pouletrie, « volaille » (l'animal), fin XIVe siècle[9].

- Claret (clairet, rouge de Bordeaux) : de claret, « vin rouge », XIVe siècle.

- Mince (couper fin) : de mincier, « émincer », « couper en petits morceaux », XIVe siècle.

- Stew (ragoût) : de estuver, « tremper dans un bain chaud », XIVe siècle.

- Veal  (viande de veau) : de vel, « veau » (l'animal), fin XIVe siècle[10].

- Banquet : XVe siècle.

- Carrot (carotte) : XVIe siècle.

- Aperitif (apéritif) : XVIe siècle.

- Hors d’œuvre : fin XVIIe siècle.

- Douceur (petit cadeau, pourboire) : fin XVIIe siècle.

- Casserole (plat mijoté) : fin XVIIe siècle.

- Menu : fin XVIIe siècle.

- Gratin : fin XVIIe siècle.

- Terrine : XVIIIe siècle.

- Croissant : XIXe siècle.

- Foie gras : XIXe siècle.

- Mayonnaise : XIXe siècle.

- Buffet : XIXe siècle.

- Restaurant : XIXe siècle.

- Bouillon : XXe siècle.

- Velouté : XXe siècle.

- Confit : XXe siècle.

- À la carte : XXe siècle.

### L’art de vivre (mode, arts)
- Gown (robe) : de gone, « longue culotte », XIIe siècle-XIIIe siècle.

- Attire (tenue, vêtement) : de atir, « ce qui sert à vêtir », XIIe siècle-XIIIe siècle.

- Petticoat (jupon) : petti vient de petti, « de peu de valeur », et coat vient de cotte, « tunique longue », XIIIe siècle.

- Toilette, XVIIe siècle.

- Lingerie (peignoir), fin XVIIe siècle.

- Blouse, fin XVIIe siècle.

- Rouge (rouge à joues), fin XVIIe siècle.

- Salon, fin XVIIe siècle.

- Couturier, XIXe siècle.

- Luxe, XIXe siècle.

- Eau de Cologne, XIXe siècle.

- Massage, XIXe siècle.

- Renaissance, XIXe siècle.

- Chic, XXe siècle.

- Boutique, XXe siècle.

- Prêt à porter, XXe siècle.

- Parfum, XXe siècle.

- Déjà vu, XXe siècle.

### Autres domaines
- Canvas (toile) : du normanno-picard canevas, XIe siècle-XIIe siècle.

- Catch (attraper) : de l’ancien normand cachier, « chasser », XIe siècle-XIIe siècle.

- Proud (fier) : prud, « preux, vaillant », début XIIe siècle.

- Causeway (chaussée) : de l’anglo-normand cauchie, XIIe siècle-XIIIe siècle.

- Kennel (chenil) : de l’anglo-normand kenil, « chien », XIIe siècle-XIIIe siècle.

- Guile (fourberie, ruse) : de guile, « fraude », « fourberie », « ruse », XIIe siècle-XIIIe siècle.

- Foreign (étranger) : de forain, « l’étranger », XIIe siècle-XIIIe siècle.

- Grief (chagrin) : de grief, « chagrin », XIIe siècle-XIIIe siècle.

- Solace (consolation) : de soulace, « la réjouissance », XIIe siècle-XIIIe siècle.

- Scorn (mépris) : de escorner, « insulter », XIIe siècle-XIIIe siècle.

- Square (carré) : de esquarre, « équerre», XIIe siècle-XIIIe siècle.

- Conceal (cacher) : de conceler, « cacher », XIIe siècle-XIIIe siècle.

- Strive (s’efforcer) : de estriver, « faire des efforts », XIIe siècle-XIIIe siècle.

- Very (très) : de veray, « vrai », XIIe siècle-XIIIe siècle.
- Faint (faible) : de feint, « mou », « sans ardeur », XIIe siècle-XIIIe siècle.

- Eager (désireux de) : de egre, « aigre », XIIe siècle-XIIIe siècle.

- Challenge (défi) : de chalenge, XIIIe siècle.

- Change (changer) : de changier, XIIIe siècle.

- Chapel (chapelle) : de chapele, XIIIe siècle.

- Choice (choix) : de chois, XIIIe siècle.

- Mischief (malice, méchanceté) : de meschef, « infortune », XIIIe siècle.

- Achieve (réaliser, accomplir) : de achever, « venir à bout de», « accomplir » (une tâche), XIIIe siècle.

- Bizarre, XVIIe siècle.

- Rendez-vous, XVIIe siècle.

- Libertine (libertin), XXe siècle.